# Henri Moissan
(Motivazione del Premio Nobel)
Ferdinand Marie Frédéric Henri Moissan (Parigi, 28 settembre 1852 – Parigi, 20 febbraio 1907) è stato un chimico francese, premio Nobel per la chimica nel 1906.
È noto perché fu il primo a isolare il fluoro. Inventò il forno ad arco elettrico.

## Biografia
Studiò nel collegio e liceo della cittadina di Meaux e in seguito iniziò a frequentare il laboratorio di Edmond Frémy (professore di Chimica applicata ai corpi inorganici) presso il Museo Nazionale di Storia Naturale dove seguì i corsi di Henri Sainte-Claire Deville e Henri Debray.
In seguito frequentò il laboratorio di Déhérain all'École pratique des hautes études e il laboratorio di chimica della Sorbona.
Nel 1874, ottenne il diploma in chimica e si laureò in chimica nel 1880 discutendo una tesi sulla famiglia dei cianogeni (CN)2.

## Il ricercatore
Inizialmente sviluppò in filone di ricerca riguardante l'assorbimento dell'anidride carbonica e l'emissione di ossigeno da parte delle piante.
Solo nel 1884, iniziò ad occuparsi della chimica del fluoro, riuscendo ad isolarlo nel 1886 con l'elettrolisi di una miscela di fluoruro di potassio e di acido fluoridrico. Ricopriva, in quel tempo, l'incarico di professore di tossicologia alla Scuola Superiore di Farmacia (École Supérieure de Pharmacie).
Nel 1892 pubblicò una teoria che dimostrava la possibilità di sintetizzare i diamanti.
Progettò il forno ad arco elettrico riuscendo a raggiungere altissime temperature (fino a 3500 °C). Grazie a questo forno riuscì ad isolare diversi metalli e a produrre numerosi composti come i carburi. Fu il primo a sintetizzare il carburo di silicio.
Nel 1896, assieme a Charles Friedel, favorì la fondazione della Scuola Nazionale Superiore di Chimica (École nationale supérieure de chimie) di Parigi, di cui fu direttore dal 1899 al 1907.
Fu premiato con la Medaglia Davy nel 1896, ottenne la Legion d'Onore, fu eletto all'Accademia di Medicina nel 1888 e all'Accademia delle Scienze nel 1891.
Nel 1906 fu insignito del Premio Nobel per la Chimica con la motivazione "per la scoperta del fluoro", e morì improvvisamente il 20 febbraio dell'anno successivo, appena dopo il suo ritorno da Stoccolma dove aveva ritirato il premio.
A lui è dedicato il minerale moissanite.

## La scoperta del fluoro
La separazione del fluoro eseguita da Moissan può venire riassunta con i tre esperimenti che realizzò nel 1886.
Nel 1885, scoprì che una miscela di fluoruro di potassio (KF) e di acido fluoridrico (HF) rimaneva liquida ad una temperatura minore di 0 °C e che era conduttrice di corrente. Effettuò diversi tentativi ma nessuno ebbe successo fino a quando non realizzò un recipiente di platino a forma di U.
Il 26 giugno e il 19 luglio 1886, realizzò le prime due elettrolisi dell'acido fluoridrico rispettivamente a -50 °C e – 23 °C. Variando il valore della corrente elettrica scoprì che all'anodo si sviluppava idrogeno e al catodo un gas che dapprima descrisse e in seguito identificò come o fluoro o perfluorato di idrogeno.
Il terzo ed ultimo esperimento gli permise di dimostrare che il gas sconosciuto non conteneva idrogeno e che quindi non poteva che essere fluoro. Fece infatti reagire il gas sviluppato al catodo con un pezzo di ferro arroventato. Il gas veniva interamente assorbito dal ferro (formazione di fluoruro di ferro) senza che venisse rilasciato idrogeno. Dimostrò che l'aumento in massa del pezzo di ferro era proporzionale alla massa di idrogeno prodotta all'anodo.

## Opere
- Série du cyanogène[collegamento interrotto] (A. Parent : A. Davy, 1882)
- Le four éléctrique (Paris : G. Steinheil, 1897)
- Le fluor et ses composés[collegamento interrotto] (Paris : G. Steinheil, 1900)
- Recherches sur l'isolement du fluor [collegamento interrotto], su gallica.bnf.fr.